# 한림원 (중국)

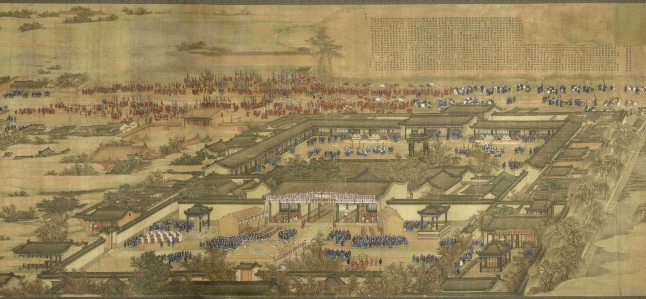

한림원(翰林院)은 당나라 때 처음 생긴 이후, 황실과 나라의 실록 및 문화·예술 전승 뿐만 아니라, 적극적으로 정치에 참여하고, 국정에 대해 논의했던 기관이다. 이곳에서 일하는 학사를 한림학사(翰林學士)라 부른다. 정치적 지위에 관계없이, 한림 학사들은 그 당시 지식인 엘리트가 모이는 모든 왕조와 세대에 걸쳐 사회에서 항상 최고의 학자 그룹이었다. 그들의 사회적 지위는 우월하였다.  당나라의 장구령(중국어 : 張九齡)과 백거이(白居易), 송나라의 소식(蘇軾),  구양수(歐陽脩)、왕안석(王安石)、심괄(沈括)、사마광(司馬光),  명나라의 송렴(宋濂), 방효유(方孝孺), 장거정(張居正), 청나라 후기의 증국번(曾國藩), 이홍장(李鴻章) 등은 모두 한림학사였다.  한림원에 선발된 것을 "디안 한린(点翰林)"이라고 부르는데, 이는 매우 영광스러운 일이었다. 명나라 이후로는 국자감(國子監)을 졸업한 학생들이 특채로 한림원에 들어가 한림학사로 일하였다. 비슷한 기관으로는 신라·태봉·고려의 원봉성(元鳳省)과 고려의 학사원(學士院), 그리고 조선의 집현전(集賢殿)과 홍문관(弘文館) 등이 있다.